# Головаста акула японська
Головаста акула японська (Cephaloscyllium umbratile) — акула з роду Cephaloscyllium родини Котячі акули. Інша назва «головаста акула темна».

## Опис
Загальна довжина досягає 1,2 м, є відомості про 1,4 м. Голова коротка та широка, трохи сплощена зверху. Ніс відносно витягнутий. Очі порівняно маленькі, мигдалеподібні, горизонтальної форми, з мигальною перетинкою. Зіниці щілиноподібні. Над і під очима є характерні надбрівні та щічні горбики. За ними розташовані невеличкі бризкальця. Ніздрі великі, частково прикриті короткими носовими складками. губні складні відсутні. Рот широкий, зігнутий. На верхній щелепі — 59 робочих зубів, на нижній — 62. Зуби дрібні, з 3 верхівками, з яких центральна є високою, бокові — маленькі. У неї 5 пар коротких зябрових щілин. Тулуб щільний, об'ємний. Має 2 спинних плавця. Грудні плавці великі, з округлими верхівками. Передній спинний плавець у 2 рази більший за задній. Починається з середини черевних плавців. На черевних плавцях самців присутні товсті та короткі статеві органи. Задній спинний плавець розташовано навпроти анального, трохи меншого за нього. Хвостовий плавець відносно широкий та довгий, гетероцеркальний.
Забарвлення кремово-коричневе з більш темними сіро-коричневими плямами нас спині та боках. Уздовж спини розташовані 11 темних сідлоподібних плям, які в дорослих особин майже не помітні.

## Спосіб життя
Тримається на глибинах від 90 до 200 м, на континентальному шельфі та острівних схилах. Як захист від ворогів здатна роздувати черево, ковтаючи воду або повітря. Більш активна у сутінках та вночі. Вдень переважно ховається в укриттях. Полює біля дна, є бентофагом. Живиться скумбрієвими, сардинами, камбалами, міксинами, невеликими акулами й скатами, кальмарами, креветками, крабами, яйцями та личинками морських тварин.

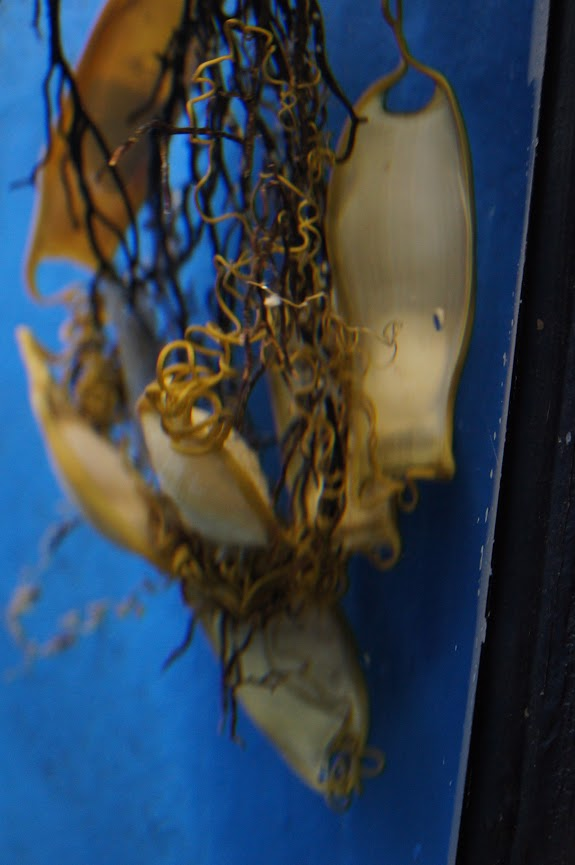
Яйця японської головастої акули

Статева зрілість у самців настає при розмірах 86-96 см, самиць — 92-104 см. Це яйцекладна акула. Вважається доволі плодовитою акулою. Самиця відкладає протягом року з невеликими перервами по 2 яйця. Яйця завдовжки 12 см, завширшки — 7 см, мають кремового кольору з жовтуватими краями. В кутах є вусики, якими чіпляються за ґрунт або водорості. Інкубаційний період триває 11-12 місяців. Народжені акуленята становлять 16-22 см завдовжки.
Є випадковою здобич у мережах траулерів та місцевих рибалок.
Загрози для людини не становить.

## Розповсюдження
Мешкає від узбережжя о. Хоккайдо до Тайваню, а також зустрічається у Жовтому морі.